# Rhysodesmus arcuatus
Rhysodesmus arcuatus är en mångfotingart som beskrevs av Pocock 1910. Rhysodesmus arcuatus ingår i släktet Rhysodesmus och familjen Xystodesmidae. Inga underarter finns listade i Catalogue of Life.